# Artemisia shangnanensis
Artemisia shangnanensis là một loài thực vật có hoa trong họ Cúc. Loài này được Ling & Y.R.Ling mô tả khoa học đầu tiên năm 1984.